# Salmen Gradowski
Salmen Gradowski (Suwałki, 1910 – Campo di concentramento di Auschwitz, 7 ottobre 1944) è stato un ebreo polacco, originario di Suwałki, prigioniero nel campo di concentramento di Auschwitz II (Birkenau) durante l'occupazione della Polonia.
Arrivò nel novembre 1942 a bordo di un treno dell'Olocausto da Kalabosin, probabilmente Kiełbasin, dove c’era un campo di smistamento, carico di prigionieri dal Ghetto di Grodno, possibile refuso nella trascrizione del nome. Dopo la “selezione” tutti i membri della sua famiglia perirono. Lui invece fu mandato nell’unità di lavoro forzato del Sonderkommando.

## Diario segreto
Per tramandare la sua testimonianza della vita nel lager alle generazioni future, Gradowski scrisse un diario segreto, descrivendo la sua vita ed il campo. Lo seppellì nel lager per conservare la memoria della vita nel campo. In esso, Gradowski fornì una descrizione dettagliata del processo di sterminio a Birkenau. Fu una delle figure chiave della rivolta del sonderkommando di Auschwitz, nel corso della quale fu ucciso.
Una citazione dal diario è usata come epigramma per il libro del 2015 "KL. Storia dei campi di concentramento nazisti" ("KL: A History of the Nazi Concentration Camps"): “Possa il mondo vedere almeno una goccia, una frazione di questo mondo tragico in cui abbiamo vissuto.”